# جان اندر سروانتس
جان اندر سروانتس (انگلیسی: Jon Ander Serantes؛ زادهٔ ۲۴ اکتبر ۱۹۸۹) بازیکن فوتبال اهل اسپانیا است.
از باشگاه‌هایی که در آن بازی کرده‌است می‌توان به باشگاه فوتبال لوگو، باشگاه فوتبال آویسپا فوکوئوکا، باشگاه فوتبال لگانس، باشگاه ورزشی تنریف، و باشگاه فوتبال اتلتیک بیلبائو بی اشاره کرد.
وی همچنین در تیم ملی فوتبال باسک بازی کرده‌است.